# Catálogo de las Plantas Vasculares de Panamá
Catálogo de las Plantas Vasculares de Panamá (abreviado Cat. Pl. Vasc. Panamá) es un libro con ilustraciones y descripciones botánicas que fue escrito conjuntamente por Mireya Correa, Carmen Galdames,  María Natividad Sánchez de Stapf. Fue publicado en Panamá en el año 2004.